# 鲍勃·佩特斯
卜·彼得斯（德語：Bob Peeters，1974年1月10日—）是一名前比利時足球運動員，退役後擔任教練，曾任教英冠球會查爾頓。2015年1月11日，雖然季初11場不敗，但最近12戰僅獲1勝，積分榜排第14位，遠離附加賽席位，於去年5月上任的彼得斯於執教25場後終被辭退，是球季第13名下台的英冠主帥。

## 外部連結
- （荷兰文） Profile